# Klaus Zähringer
Klaus Zähringer, född 17 oktober 1939 i Königsberg, död 9 juni 2024, var en tysk sportskytt.
Zähringer blev olympisk bronsmedaljör i gevär vid sommarspelen 1960 i Rom.